# Euplexaura aruensis
Euplexaura aruensis is een zachte koraalsoort uit de familie Plexauridae. De koraalsoort komt uit het geslacht Euplexaura. Euplexaura aruensis werd in 1911 voor het eerst wetenschappelijk beschreven door Kükenthal. 